# West Wendover
West Wendover és una població dels Estats Units a l'estat de Nevada. Segons el cens del 2000 tenia 4.721 habitants.

## Demografia
Segons el cens del 2000, West Wendover tenia 4.721 habitants, 1.363 habitatges, i 1.047 famílies La densitat de població era de 243,17 habitants per km².
Dels 1.363 habitatges en un 55,3% hi vivien nens de menys de 18 anys, en un 58,0% hi vivien parelles casades, en un 10,1% dones solteres, i en un 23,2% no eren unitats familiars. En el 17,5% dels habitatges hi vivien persones soles el 2,1% de les quals corresponia a persones de 65 anys o més que vivien soles. El nombre mitjà de persones vivint en cada habitatge era de 3,46 i el nombre mitjà de persones que vivien en cada família era de 3,97.
Per edats la població es repartia de la següent manera: un 39,0% tenia menys de 18 anys, un 12,6% entre 18 i 24, un 30,2% entre 25 i 44, un 16,1% de 45 a 64 i un 2,1% 65 anys o més.
L'edat mediana era de 23,9 anys. Per cada 100 dones hi havia 109,92 homes. Per cada 100 dones de 18 o més anys hi havia 108,62 homes.
La renda mediana per habitatge era de 34.116 $ i la renda mediana per família de 34.297 $. Els homes tenien una renda mediana de 23.281 $ mentre que les dones 18.105 $. La renda per capita de la població era de 12.013 $. Aproximadament el 17,4% de les famílies i el 16,9% de la població estaven per davall del llindar de pobresa.

## Poblacions més properes
El següent diagrama mostra les poblacions més properes.